# Mythimna ogasawarae
Mythimna ogasawarae är en fjärilsart som beskrevs av Matsumura 1926. Mythimna ogasawarae ingår i släktet Mythimna och familjen nattflyn. Inga underarter finns listade i Catalogue of Life.